# Benjamin Murmelstein
Benjamin Murmelstein (9 juin 1905 à Lemberg - 27 octobre 1989 à Rome), grand rabbin de Vienne à partir de 1931, fait partie du Conseil juif du camp de concentration de Theresienstadt en 1943.

## Biographie
En 1931, il devient rabbin de la communauté juive de Vienne. En 1933, il épouse Margaret Geyer avec qui il a un fils, Wolf, en 1936. En août 1938 est créé l'Office central pour l'émigration juive à Vienne. Il fait partie du Consistoire israélite de Vienne (Israelitische Kultusgemeinde Wien) dont il dirige le bureau émigration puis en novembre 1942 il devient membre du Conseil des Anciens des Juifs de Vienne. [réf. souhaitée] En 1943 Eichmann décide de créer au Camp de concentration de Theresienstadt un conseil juif (Judenrat) de trois « Anciens » dirigé par le docteur Paul Eppstein et dont fait partie Murmelstein. En septembre 1944 il dirige seul l'administration autonome juive jusqu'à la libération du camp. [réf. souhaitée] Le 5 mai 1945 il donne sa démission à un représentant de la Croix Rouge. [réf. souhaitée]
En juin 1945, il est arrêté pour faits de collaboration puis acquitté le 3 décembre 1946 devant un tribunal tchèque de Litoměřice face à l'ancien commandant du ghetto de Theresienstadt Karl Rahm. [réf. souhaitée] Il s'installe ensuite à Rome, où il travaille comme vendeur de meubles. En 1975 il est longuement interviewé par Claude Lanzmann qui tourne alors Shoah, et les rushes de ces entretiens serviront finalement à son autre film, le Dernier des injustes, sorti en 2013, entre autres pour prouver l'erreur de Hannah Arendt et du concept de banalité du mal.
Si dans ce film Murmelstein apparaît comme un rabbin pris dans les rets des nazis mais fondamentalement honnête et n'ayant voulu que sauver ce qui pouvait l'être, il reste un personnage controversé au sein de la communauté juive, dès son accord de septembre 1941 avec l'Office central pour l'émigration juive de Vienne et ses « listes de transfert pour la réinstallation ». Ainsi, à sa mort, en 1989 à Rome, « le grand rabbin de la ville refusa qu'il fût inhumé à côté de sa femme et le rejeta symboliquement à la périphérie du cimetière juif » (S. Friedländer).

## Publications
- (it) Benjamin Murmelstein, Terezin, il ghetto modello di Eichmann, Bologne, Cappelli, 1961. Nouvelle édition, Milan 2013, avec une postface de Wolf Murmelstein (pp. 237-246, Benjamin Murmelstein, "Il testimone mai sentito").
- (de) Geschichte der Juden, Josef Belf, 1938.
- (de) Rabbi Moses ben Maimon, Israelitische Kultusgemeinde, 1935.
- (de) Lebenslauf, Jüdische Altertümer, Geschichte des Jüdischen Krieges, Widerlegung des Apion von Alexandrien, Josef Belf, 1938.